# 野田聖子
野田聖子（日语：／ Noda Seiko ?，1960年9月3日—），原姓島（しま）。日本女性政治家，自由民主黨黨員。出身於福岡縣八幡市（現北九州市）。第一份工作是到東京帝國酒店當實習生，被分配到洗廁所的工作。1997年至今連續當選8屆眾議院議員。

## 生平
歷任岐阜縣議會議員、郵政大臣、內閣府特命擔當大臣（科學技術政策、食品安全）、內閣府特命擔當大臣（科學技術政策、食品安全、消費者）、自民黨總務會長等職務。

## 家庭
祖父野田卯一曾經是國會議員，與池田勇人和福田赳夫合稱「大藏省之3田」。
生父島稔原是野田卯一的兒子，但過了繼給岳父島德藏，後來卯一的老婆野田光死後，他就將野田聖子收為養女。
事實上的前夫鶴保庸介是參議院議員，但兩人從未正式登記，兩人關係大約維持了6年。到2011年，野田聖子和現任丈夫木村文信結婚，文信改姓野田，後來被《週刊新潮》揭發他曾經是黑道成員，文信於是控告週刊，但被法院裁定敗訴。
野田聖子十分喜愛小朋友，多年來用盡不同方法去治療自己的不孕症，希望可以誕下子女。在2011年，野田聖子透過借卵的方式和丈夫的精子進行體外授精，最後生下一個兒子。

## 荣誉

###### 外国勋章奖章
- 荣誉军团骑士勋章（法国，2020年1月29日于东京颁发[2]）

## 外部連結
- 官方網站 （页面存档备份，存于）
- 野田聖子的Ameba部落格（日語）
- 野田 聖子的Facebook專頁
- 野田聖子 政治家的Facebook專頁
- Seiko Noda的Instagram帳戶

| 官衔                | 官衔                                                   | 官衔                                   |
| ------------------- | ------------------------------------------------------ | -------------------------------------- |
| 前任者： 岸田文雄   | 特命擔當大臣（科學技術政策） 第12、13代：2008年—2009年 | 繼任者： 菅直人                        |
| 前任者： 泉信也     | 特命擔當大臣（食品安全） 第10、11代：2008年—2009年     | 繼任者： 福島瑞穗 （消費者及食品安全） |
| 前任者： 創設       | 特命擔當大臣（消費者） 初代：2009年                    | 繼任者： 福島瑞穗 （消費者及食品安全） |
| 前任者： 自見庄三郎 | 郵政大臣 第64代：1998年—1999年                         | 繼任者： 八代英太                      |
| 政党职务            |                                                        |                                        |
| 前任： 細田博之     | 自由民主黨總務會長 第52代：2012年—                     | 繼任： 現職                            |